# Shigeru Tamura (illustrateur)
Pour les articles homonymes, voir Shigeru Tamura.
Shigeru Tamura (田村 茂, Tamura Shigeru) est un  illustrateur, animateur et artiste manga japonais. Ses productions animées comprennent The Glassy Ocean, Ursa Minor Blue et Phantasmagoria. Il a également contribué à Garo, magazine manga à présent disparu.

## Source
- (en) Cet article est partiellement ou en totalité issu de l’article de Wikipédia en anglais intitulé « Shigeru Tamura (illustrator) » (voir la liste des auteurs).